# زكرويه بن مهرويه
زَكَرَوَيه بْنُ مِهْرَوَيه، غالبًا ما يُخطئ في كتابته باسم زيكرويه في المصادر الحديثة، كان زعيمًا إسماعيليًا وقرمطيًا في العراق قاد سلسلة من الثورات ضد الدولة العباسية في القرن التاسع الميلادي، حتى هزيمته ووفاته في يناير 907.

## النشأة والمهنية
ولد في قرية الميسانية قرب بلدة صوعر في منطقة الكوفة المحاذية لقناة الحد. كان والده من أوائل أتباع الداعي الإسماعيلي أبو محمد عبدان. بالفعل في شبابه، تم تعيين زكرويه داعيًا لمنطقته الأصلية في سيلاحين. وهناك كان ينشط بين قبيلة بني تميم، وهي قبيلة بدوية تعيش بين الأراضي الخصبة لنهر الفرات والصحراء السورية. 
في عام 899، حدث انقسام كبير في الحركة الإسماعيلية، عندما استنكر أبو محمد عبدان وصهره حمدان قرمط القيادة السرية للحركة في السلمية، والتي استولى عليها عبيد الله بن الحسين، مؤسس الدولة الفاطمية في المستقبل. وبعد ذلك بوقت قصير، اختفى حمدان قرمط، بينما قُتل أبو محمد في العام نفسه بتحريض من زكرويه، بناء على تعليمات السلمية على ما يبدو.  بعد اختفاء حمدان، احتفظ جميع الإسماعيليين بمصطلح "القرامطة" الذين رفضوا الاعتراف بادعاءات عبيد الله، ومن بعده السلالة الفاطمية. وهدد أتباع حمدان وأبو محمد بقتل زكرويه الذي اضطر للاختباء. 

## انتفاضة أبناء زكرويه في سوريا

خريطة سوريا مع ولاياتها ومستوطناتها الرئيسية في القرنين التاسع والعاشر

منذ عام 900، من ملجأه في صوعر، استأنف عمله التبشيري في الصحراء السورية بين قبائل أسد وطي وتميم البدوية. لم تكن جهوده هناك ناجحة، لذلك في عام 901 أرسل ابنه الحسين، الذي كان يُدعى صاحب الشامة، إلى الصحراء السورية الغربية، للعمل التبشيري بين مجموعة قبلية كبيرة من بني كلب. نجح الحسين في تحويل عشيرة الكلبي من بني العليص وبعض بني الأصبغ، بدعوى أنه يبشر بإمام من نسل محمد بن إسماعيل. وكان النجاح كبيرًا لدرجة أن زكرويه أرسل ابن أخيه ثم ابنه الآخر يحيى، المعروف بصاحب الناقة، والذي تولى قيادة الحركة. واتخذ أتباع الإخوة اسم "الفاطميين".   لقد زودهم تحويلهم الناجح للبدو المضطربين بقوة عسكرية قوية، ولكنها كانت محدودة، حيث كان البدو أكثر اهتمامًا باستخراج الغنائم من المجتمعات المستقرة، ولم يكونوا مناسبين لحملات الغزو والسيطرة على الأراضي. شن الإخوة غارات على الولايات العباسية والطولونية في بلاد الشام، حتى أنهم فرضوا حصارًا على دمشق من ديسمبر 902 إلى يوليو 903، حيث قُتل صاحب الناقة. ثم تولى صاحب الشامة السلطة حتى هُزِم وأسر في معركة حماة في تشرين الثاني (نوفمبر) 903. 
تم تفسير دوافع زكرويه وأبنائه بشكل مختلف من قبل العلماء المعاصرين. تقليدياً، اُعتُبرت هذه الحركة ذات طابع قرمطي بالكامل، وتشكل تهديداً لعبيد الله المهدي، مما دفع الأخير إلى الهروب من السلمية؛ أفاد مصدر فاطمي أن صاحب الشامة ذبح سكان السلمية ودمر منزل عبيد الله عندما جاء إلى هناك.  لكن في السنوات الأخيرة، سادت حجة هاينز هالم، والتي بموجبها ظل زكرويه وأبناؤه موالين لعبيد الله، وكانت أفعالهم تهدف إلى تأمين حيازة سوريا وإثارة تمرد عام ضد العباسيين. في تفسير هالم، اعتبر عبيد الله الانتفاضة سابقة لأوانها، وشعر أنها تعرض سلامته للخطر عندما دعا الأخوان أنصارهم لزيارة الزعيم "الخفي" المفترض في السلمية. لم يكتف بعدم الانضمام إلى الإخوة فحسب، بل ترك السلمية مع ابنه وعدد قليل من المؤيدين المقربين، أولاً إلى الرملة في فلسطين، ومن ثم إلى مصر والمغرب العربي، حيث أسس الدولة الفاطمية عام 909. إذا كانت المصادر الفاطمية اللاحقة قد أنكرت تمامًا حركة زكرويه وأبنائه، فذلك بسبب فشلها؛ حتى أن هالم يتحدث عن مذكرة دامنة ضدهم.   كان تدمير السلمية عملاً انتقاميًا من قبل صاحب الشامة المُحبَط والغاضب بعد وفاة أخيه. ونتيجة لذلك، بعد هروب عبيد الله وهزيمة البدو في حماة، اكتسبت الحركة التي يرأسها زكرويه "خصائص القرامطة المنشقة".

## انتفاضة زكرويه في العراق

خريطة جنوب العراق مع ولاياته ومستوطناته الرئيسية في القرن التاسع والعاشر

دون رادع، أرسل زكرويه في عام 906 شخصًا آخر من أتباعه، وهو أبو غانم نصر، إلى بني كلب. وتحت قيادته نهب البدو بصرى ودرعا وطبريا ومنطقة حوران، وهاجموا دمشق وهيت. واستمر هذا النشاط حتى قُتل نصر على يد بعض البدو، الذين كانوا يأملون في الحصول على عفو من قبل السلطات العباسية، في يوليو 906.  
أرسل زكرويه أحد دعاته، القاسم بن أحمد، لقيادة البدو الذين ظلوا مخلصين، واعداً بأن يوم ظهوره وانتصارهم النهائي قد اقترب. وهكذا انتقل البدو إلى ضواحي الكوفة الريفية (السواد) وانضم إليهم هناك أنصار زكرويه. في 2 أكتوبر 906، هاجم حوالي 800 فارس إسماعيلي سكان المدينة، الذين كانوا قد احتفلوا للتو بعيد الأضحى خارج أسوارها. قام الفرسان بنهب أهل الكوفة لكن محاولتهم للاستيلاء على المدينة باءت بالفشل.  
وانسحب القرامطة إلى محيط القادسية. وفي صوعر، التقى بهم زكرويه نفسه، الذي خرج الآن من مخبئه ليقود أتباعه علانية. وفي منتصف أكتوبر، هزموا الجيش العباسي الذي أُرسل لمواجهتهم، وبدأوا في مداهمة قوافل الحجاج العائدين من مكة.   في نوفمبر 906، نهب زكرويه ورجاله إحدى قوافل الحجاج الفرس والخراسانيين في العقبة (على الحدود العراقية السعودية الحديثة)، مما أسفر عن مقتل معظمهم في هذه العملية. لكن في 10 يناير، هزمت القوات العباسية بقيادة وصيف رجاله وشتتهم في معركة استمرت يومين في وادي ذي قار، بالقرب من "آثار إيرام". وأُصيب زكرويه نفسه، وتوفي في الأسر بعد أيام متأثرًا بجراحه.  كما سقط في هذه المعركة العديد من أتباعه، وتم أسر وإعدام آخرين.  استجوابهم لنسيب زكرويه من قبل محمد بن داود الجراح زود سلطات الحكومة العباسية بـ "أول معلومات موثوقة بشأن منظمة الدعوة الإسماعيلية السرية"، ويشكل جوهر تقرير المؤرخ المعاصر الطبري عن أصول حركة القرامطة في العراق. 
رفض بعض أتباع زكرويه في السواد قبول موته وآمنوا بعودته، لكن موته أنهى انتفاضات القرامطة الكبرى في المشرق، على الرغم من بقاء حركة قرامطة تعرف بالبقلية في السواد.  وكما كتب دفتري، كانت هناك عدة أسباب لفشل زكرويه: فقد هاجمت حركته السنة والفصائل الشيعية الأخرى وأثارت عداوة سكان المدن والفلاحين على حد سواء. وكان عنصرها العسكري يعتمد على البدو غير الموثوقين، الذين كانوا يفتقرون إلى ثبات الهدف؛ وعملت بالقرب من معقل الدولة العباسية، وهو العامل الذي قضى على العديد من الثورات الشيعية السابقة.